# 榛葉薫人
榛葉薫人（しんば よしと、1983年9月26日 - ）は、日本のテノール歌手。
静岡県島田市出身。現在は東京都在住。
兄はテノール歌手の榛葉樹人。

## 来歴・人物

### 幼少期
音楽教師である母のもと、3歳からピアノを始める。
子供の頃から音楽に触れる事が多く、父の持っていたレコード（主にビートルズ）を幼少期の頃から聴いていた。
小学1年生になると同時に兄と共に島田市少年少女合唱団に入団。ますます音楽に触れる事が多くなる生活となる。この頃やっていた習い事は、サッカー、水泳、空手など音楽の他にも割とアクティブだった。
母に習っていたピアノだったが、レッスンの度に母と喧嘩をし何度もピアノをやめると騒いでいたらしい。その後、母の知り合いのピアノの先生の元に通う事となり嘘のように大人しくなる。
小学5年生の時に足を14針縫う大怪我をし、数ヶ月一切の運動ができなくなり肥満児となった。
中学校に入学し、部活動は吹奏楽部に入部、打楽器を担当する事になる。この事をきっかけにマリンバを習い始める。
中学時代はピアノ、合唱、吹奏楽部、マリンバと、ますます音楽に囲まれた生活となる。
中学3年生の合唱コンクール、卒業式では指揮を担当した。
高校受験は、マリンバの先生が講師を務める芸術科のある高校を志す事となる。

### 高校時代
1999年4月、静岡県立清水南高校芸術科にマリンバ専攻として入学。マリンバの他にも打楽器の経験を生かし、校内のオーケストラ演奏にも参加した。
1999年、16歳の夏に高校の授業で声楽を習った事をきっかけに声楽を個人的に習い始める。
高校2年生に進級時、専攻をマリンバから声楽に転科、本格的に歌の道を歩み始める事となる。当時の声種はバリトンだった。
高校3年生の夏、第22回静岡県学生音楽コンクールで第１位、並びにオペラ恊会長賞を受賞する。

### 大学〜現在
2002年4月、東京藝術大学音楽学部声楽学科に入学。同年、地元静岡にてサールナート室内楽団と共演。
2003年『小澤征爾音楽塾オペラプロジェクト こうもり』に参加。この頃から様々な演奏会、学内のオペラ公演の合唱など積極的に舞台に関わり始める。
2004年、芸祭オペラ『魔笛』では歌に全く関わらず大道具をひたすら作っていた。
2006年3月、東京藝術大学を卒業。
2007年『小澤征爾音楽塾オペラプロジェクト カルメン』に参加。声種をテノールに転向。
2008年『こうもり』アイゼンシュタイン役でテノールデビュー。
2009年第14回『静岡の名手たち』オーディション合格、演奏会出演。
2010年11月イタリア、ミラノに短期留学。これを機にイタリアへの長期留学を決意する。
2011年9月、渡伊。レッスンを受ける傍ら、ミラノ市内、近郊で様々な演奏会に出演。
2014年3月、完全帰国。この年より東京、静岡を中心に演奏活動を再開。
2016年、『平成28年度島田市芸術文化奨励賞』を受賞する。
現在は東京、静岡を中心に国内外問わずオペラ、演奏会、小中学校での芸術鑑賞会、レコーディング、ボイストレーナーと、幅広い活動を続けている。
新国立劇場合唱団メンバー。

### その他
パワーカラーは緑色で、数年前から緑色の物を多く身につけている。
好きな食べ物はカレー、唐揚げ、ハンバーグ。嫌いな食べ物はきゅうり。
趣味は読書とカラオケ（喉のケアのためカラオケ好きな声楽家は珍しいが、セルフケアに大変気を遣っており、咽喉科にはこの10年一度も通っていない）。

## 主な出演作品
- 《愛の妙薬》ネモリーノ役
- 《コジ・ファン・トゥッテ》フェランド役
- 《魔笛》タミーノ役
- 《こうもり》アルフレード役
- 《リタ》ベッペ役など

その他にも《フィガロの結婚》《ランメルモールのルチア》《ドン・カルロ》《オテロ》《トスカ》《トゥーランドット》《外套》《ジャンニ・スキッキ》《アンドレア・シェニエ》《アドリアーナ・ルクブルール》《カルメン》など様々な役で出演。
・主なレコーディング、オフィシャルコンサート参加タイトル
- 映画『崖の上のポニョ』BGM (スタジオジブリ)
- 映画『少林少女 』BGM (東宝)
- FINAL FANTASY DISTANT WORLD (スクウェア・エニックス)
- テイルズ オブ オーケストラコンサート (バンダイナムコエンターテインメント)
- 魔法使いと黒猫のウィズ LIVE CONCERT 2019 (コロプラ)
- GAME SYMPHONY JAPAN 57th Concert ✕ クイズRPG 魔法使いと黒猫のウィズ コンサート(コロプラ)
- シブサワ・コウ40周年記念コンサート (コーエーテクモゲームス)
- TVアニメ『ポケットモンスター (新シリーズ)』BGM(テレビ東京)
- 『復活！風雲！たけし城 』BGM(amazon prime)
- TVドラマ『正義の天秤 season2』出演(NHK総合)
- TVアニメ『アンデットアンラック』BGM(TBS)
- TVアニメ『異世界スーサイド・スクワッド』BGM(Warner Bros. JAPAN)
- キャラクターミュージカル『ドンキホーテのグラン・ガラ・デ・オペラ
- ～帰ってきたテアトロ・ラ・マンチャ～』サンチョパンサ役/フリオラニャーナ役/コーラス (志摩スペイン村)